# Isabel Herrera Obaldía
Isabel Herrera Obaldía (Aguadulce, Estado Soberano de Panamá, Colombia; 14 de marzo de 1883 - Ciudad de Panamá, Panamá; 9 de agosto de 1948) fue una educadora panameña, reconocida por su formación en la educación normalista y profesional del país.

## Biografía
Nació en Aguadulce, cuando Panamá era aún un estado soberano de Colombia. Fue hija del educador Abelardo Herrera y de Isabel María Obaldía de Herrera. En su pueblo natal cursó sus estudios primarios y luego sus estudios secundarios en la Escuela Normal de Institutoras. Para aquella época, la escuela tuvo una vida corta y fue clausurada hasta su reapertura en 1896, donde Isabel Herrera Obaldía pudo continuar sus estudios gracias a Abel Bravo, Salomón Ponce Aguilera y Nicolás Victoria Jaén.
En 1899 se graduó de maestra y en 1900 fue encargada de la dirección de educación en Aguadulce, pero por la Guerra de los Mil Días se vio obligada a suspender su trabajo. Tras la separación de Panamá, fue nombrada a finales de 1907 como maestra en la escuela primaria de la capital y luego en 1908, en la Escuela de Niñas de San Felipe.

## Trayectoria
Posteriormente laboró en la Escuela Normal de Institutoras, donde asumió varios cargos importantes como directora de la sección preparatoria en 1911, y subdirectora y directora encargada. Además fue profesora de caligrafía, geografía, español y pedagogía práctica hasta 1924. En 1924 fue designada directora encargada y luego en 1925, directora de la Escuela Profesional, cargo que mantendría hasta 1946. Bajo su dirección, el programa escolar fue reformado en 1926 y 1938, y se permitió el ingreso de varones.
Al fallecer en 1948, su nombre fue incluido en el nombre de la escuela, convirtiéndose en la Escuela Profesional Isabel Herrera Obaldía, que se encuentra actualmente en la zona de Paitilla, en la capital panameña.